# Zangherella
Zangherella es un género de arañas araneomorfas de la familia Anapidae. Se encuentra en el Sur de Europa y Norte de África.

## Especies
Según The World Spider Catalog 12.0:
- Zangherella algerica (Simon, 1895)
- Zangherella apuliae (Caporiacco, 1949)
- Zangherella relicta (Kratochvíl, 1935)